# 알카트라스 탈출
《알카트라스 탈출》(Escape From Alcatraz)은 미국에서 제작된 돈 시겔 감독의 1979년 범죄, 드라마 영화이다. 클린트 이스트우드 등이 주연으로 출연하였고 돈 시겔 등이 제작에 참여하였다.

## 등장인물

### 주연
- 클린트 이스트우드

### 조연
- 패트릭 맥구한

## 기타
- 협력프로듀서: 프리츠 마네스
- 미술: 알렌 E. 스미스

## 한국판 성우진 (KBS, 1994년 7월 2일)
- 송두석 - 모리스 (클린트 이스트우드)
- 이강식 - 교도소장 (패트릭 맥구한)
- 김계원 - 닥터 (로버츠 블로섬)
- 이완호 - 리트머스 (프랭크 론조)
- 박상일 - 잉글리시 (폴 벤자민)
- 남궁윤 - 찰리 (래리 행킨)
- 신흥철 - 울프 (브루스 M. 피셔)
- 조달호
- 탁원제
- 김준
- 김익태
- 유동현
- 정미숙

## 같이 보기
- 생존 영화